# Sandjak d'Alacahisar

Principauté de Serbie et agrandissement en 1833.

Le sandjak d'Alacahisar était une subdivision administrative de l'empire ottoman, située dans l'eyalet de Roumélie ; son chef-lieu était Alacahisar, actuellement Kruševac en Serbie. En 1833, il est rattaché à la principauté de Serbie et la ville reprend son ancien nom slave, Kruševac.

## Historique

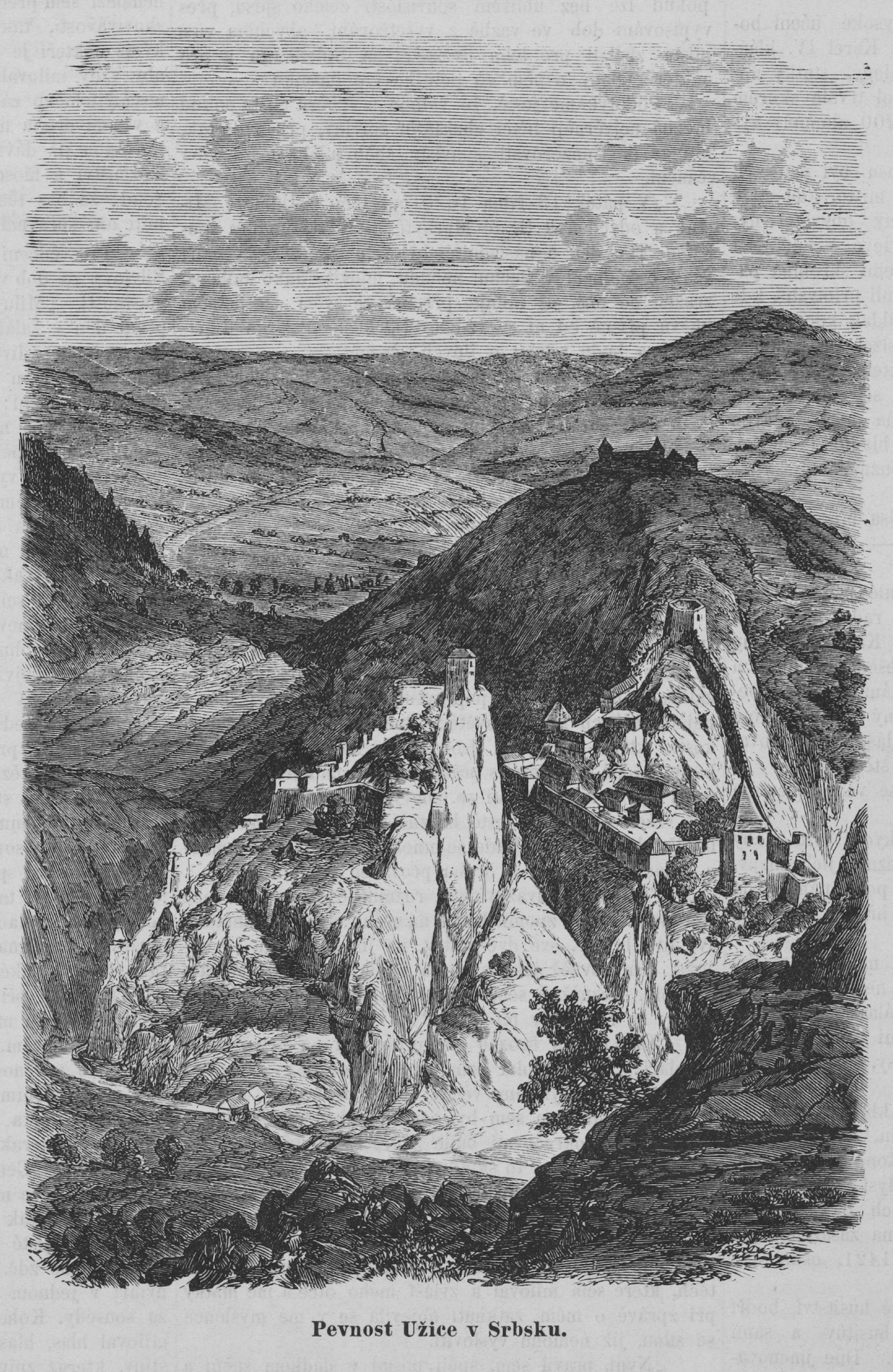
La forteresse d'Užice, Zlatá Praha, 1864.

Après leur victoire sur le despotat de Serbie au XVe siècle, les Ottomans établissent une garnison à Kruševac et lui donnent le nom d'Alacahisar qui signifie « ville colorée », à cause de ses constructions en pierre polychrome. Alacahisar, située à 150 km au sud-sud-est de Semendria (Smederevo), à peu de distance du confluent de la Zapadna Morava et de la Južna Morava, a été la résidence de plusieurs souverains de Serbie. Užice, un peu plus à l'ouest, était réputée pour ses cerisiers.
En 1455, le sandjak d'Alacahisar compte 170 timars (lots de terre destinés à l'entretien des soldats) dont 27 tenus par des chrétiens. Entre 1455 et 1541, il fait partie de l'eyalet de Roumélie ; en 1541, il est rattaché à celui de Budin  (aujourd'hui Buda en Hongrie) et en 1558 à celui de Temeşvar (Timișoara). Au début du XVIIe siècle, il est de nouveau rattaché à l'eyalet de Roumélie.
Le voyageur ottoman Evliya Çelebi, qui parcourt les Balkans vers 1660-1670, note que le sandjakbey d'Alacahisar, dépendant du pacha de Roumélie, a un revenu relativement modeste de 20 399 aspres. Le sandjak compte 509 timars et 27 ziamet (en)s (domaines plus vastes destinés à l'entretien des officiers).
Mahmud Pacha Angelović, grand vizir ottoman sous Mehmed II et poète en turc et persan sous le nom d'Adni, exécuté en 1474, était peut-être originaire d'Alacahisar bien que le fait soit contesté. 
En 1833, par le traité d'Unkiar-Skelessi, la Russie oblige l'empire ottoman à restituer à la principauté de Serbie six districts qui en avaient été détachés en 1813 : Krajna, Ceaceak, Alacahisar, Timok, Crna Reka et Užice. Alacahisar reprend son nom slave de Kruševac. Par une lettre du 18 mai 1833, les chefs de district serbes, réunis au tribunal de Kruševac, annoncent au prince Miloš Obrenović qu'ils ont entrepris la restauration des églises chrétiennes, tombées à l'abandon sous la domination turque.

## Démographie
Au recensement ottoman de 1516, 1 000 Voïnouk (en)s (chrétiens exempts de taxes et astreints au service militaire) sont dénombrés dans le sandjak.
À la fin du XVIe siècle, les musulmans représentent 85% de la population urbaine à Kruševac/Alacahisar, Prokuplje et Leskovac.